# Henry Weed Fowler
Henry Weed Fowler (Holmesburg, 23 marzo 1878 – 21 giugno 1965) è stato uno zoologo statunitense.
Studiò alla Stanford University sotto David Starr Jordan. Entrò in seguito a far parte dell'Accademia di Scienze Naturali di Philadelphia, dove ricoprì i ruoli di assistente dal 1903 al 1922, curatore associato dei vertebrati dal 1922 al 1934, curatore dei pesci e dei rettili dal 1934 al 1940 e curatore dei pesci dal 1940 al 1965.
Pubblicò molti studi su numerose forme di vita, tra cui varie specie di crostacei, uccelli, rettili e anfibi, ma il principale oggetto dei suoi studi furono i pesci. Nel 1927 fu uno dei cofondatori della Società Americana di Ittiologia ed Erpetologia, della quale fu tesoriere fino alla fine del 1927.